# Санді Гумуля
Санді Гумуля (нар. 2 квітня 1986) — колишня індонезійська тенісистка.
Найвищу одиночну позицію світового рейтингу — 228 місце досягла 19 травня 2008, парну — 274 місце — 7 травня 2007 року.
Здобула 11 одиночних та 3 парні титули туру ITF.

## Фінали ITF
| турніри $100,000 |
| турніри $75,000  |
| турніри $50,000  |
| турніри $25,000  |
| турніри $10,000  |

### Одиночний розряд (11–6)
| Результат | Ранг | Дата              | Турнір                           | Покриття | Суперниця         | Рахунок          |
| --------- | ---- | ----------------- | -------------------------------- | -------- | ----------------- | ---------------- |
| Перемога  | 1.   | 9 листопада 2003  | Маніла, Філіппіни                | Ґрунт    | Марія Абрамович   | 1–6, 6–4, 6–1    |
| Перемога  | 2.   | 17 січня 2004     | Гайдарабад (місто, Індія), Індія | Тверде   | Рушмі Чакравартхі | 6–1, 6–3         |
| Поразка   | 3.   | 9 травня 2004     | Джакарта, Індонезія              | Тверде   | Ліза Андріяні     | 3–6, 2–6         |
| Поразка   | 4.   | 26 вересня 2004   | Джакарта, Індонезія              | Тверде   | Латіша Чжань      | 7–6(5), 2–6, 1–6 |
| Перемога  | 5.   | 12 грудня 2004    | Джакарта, Індонезія              | Тверде   | Аю-Фані Дамаянті  | 6–3, 6–0         |
| Перемога  | 6.   | 25 березня 2006   | Нью-Делі, Індія                  | Тверде   | Kim Ji-young      | 6–3, 6–3         |
| Перемога  | 7.   | 1 жовтня 2006     | Джакарта, Індонезія              | Тверде   | Венісе Чань       | 6–3, 6–0         |
| Поразка   | 8.   | 20 травня 2007    | Балікпапан, Індонезія            | Тверде   | Ніколь Рінер      | 6–4, 3–6, 5–7    |
| Поразка   | 9.   | 28 жовтня 2007    | Траралґон, Австралія             | Тверде   | Джессіка Мор      | 4–6, 4–6         |
| Перемога  | 10.  | 17 листопада 2007 | Пуне, Індія                      | Тверде   | Іша Лахані        | 6–3, 7–5         |
| Перемога  | 11.  | 3 серпня 2008     | Суракарта, Індонезія             | Тверде   | Kim Jin-hee       | 6–7(5), 6–1, 6–2 |
| Поразка   | 12.  | 10 серпня 2008    | Джакарта, Індонезія              | Тверде   | Беатріс Гумуля    | 1–6, 6–3, 2–6    |
| Перемога  | 13.  | 26 жовтня 2008    | Огаста, США                      | Тверде   | Тетяна Лужанська  | 6–0, 7–6(5)      |
| Перемога  | 14.  | 3 жовтня 2010     | Джакарта, Індонезія              | Тверде   | Кетрін Вестбері   | 6–3, 6–0         |
| Перемога  | 15.  | 10 жовтня 2010    | Джакарта, Індонезія              | Тверде   | Ян Цзи            | 6–2, 6–2         |
| Поразка   | 16.  | 30 жовтня 2010    | Кучинг, Малайзія                 | Тверде   | Сабіна Шаріпова   | 4–6, 3–6         |
| Перемога  | 17.  | 5 червня 2011     | Сурабая, Індонезія               | Тверде   | Джессі Ромп'єс    | 6–1, 1–6, 6–1    |

### Парний розряд (3–8)
| Результат | Ранг | Дата            | Турнір                     | Покриття   | Партнерка           | Суперниці                           | Рахунок             |
| --------- | ---- | --------------- | -------------------------- | ---------- | ------------------- | ----------------------------------- | ------------------- |
| Поразка   | 1.   | 4 травня 2003   | Джакарта, Індонезія        | Ґрунт      | Септі Менде         | Чжуан Цзяжун Хванг І-Хсюань         | 4–6, 3–6            |
| Поразка   | 2.   | 12 жовтня 2003  | Джакарта, Індонезія        | Тверде     | Вукірасіх Савондарі | Ліза Андріяні Діана Юліанто         | 3–6, 3–6            |
| Поразка   | 3.   | 3 жовтня 2004   | Балікпапан, Індонезія      | Тверде     | Пічіттра Тхонґдач   | Аю-Фані Дамаянті Септі Менде        | 2–6, 2–6            |
| Поразка   | 4.   | 25 березня 2006 | Нью-Делі, Індія            | Тверде     | Пічіттра Тхонґдач   | Cho Jeong-a Kim Ji-young            | 6–2, 3–6, 3–6       |
| Поразка   | 5.   | 13 травня 2006  | Таракан (місто), Індонезія | Тверде (i) | Септі Менде         | Ся Хуань Сюй Їфань                  | 2–6, 7–6(3), 6–7(5) |
| Поразка   | 6.   | 30 вересня 2006 | Джакарта, Індонезія        | Тверде     | Лавінія Тананта     | Штефанія Боффа Чжан Лін             | 4–6, 4–6            |
| Перемога  | 7.   | 3 травня 2008   | Балікпапан, Індонезія      | Тверде     | Лавінія Тананта     | Ока Аюмі Томоко Суґано              | 6–3, 4–6, [10–7]    |
| Поразка   | 8.   | 2 серпня 2008   | Суракарта, Індонезія       | Тверде     | Лавінія Тананта     | Чень Ї Kim Jin-hee                  | 2–6, 4–6            |
| Перемога  | 9.   | 9 жовтня 2010   | Джакарта, Індонезія        | Тверде     | Каватоко Мое        | Чжань Хаоцін Хе Сижуй               | 7–6(3), 7–5         |
| Перемога  | 10.  | 29 жовтня 2010  | Кучинг, Малайзія           | Тверде     | Сабіна Шаріпова     | Рушмі Чакравартхі Елоді Роґґ-Дітріх | 6–3, 6–2            |
| Поразка   | 11.  | 4 червня 2011   | Сурабая, Індонезія         | Тверде     | Синтія Меліта       | Джессі Ромп'єс Ґрейс Сарі Айсідора  | 3–6, 4–6            |